# Resolució 174 del Consell de Seguretat de les Nacions Unides
La Resolució 174 del Consell de Seguretat de les Nacions Unides, aprovada per unanimitat el 12 de setembre de 1962, després d'examinar l'aplicació de Jamaica per a ser membre de les Nacions Unides, el Consell va recomanar a l'Assemblea general que Jamaica fos admesa.